# Ordningsfråga
En ordningsfråga är en fråga på ett möte, som gäller själva formerna för mötet och hur det skall hållas. En ordningsfråga får normalt väckas när som helst på mötet, oavsett hur dagordningen ser ut, och diskuteras före sakfrågan. En ordningsfråga bryter eventuell talarlista i sakfrågan, och kan i sin tur få en egen talarlista om flera vill yttra sig i ordningsfrågan.
Exempel på ordningsfrågor kan vara adjungeringar, streck i debatten, sakupplysningar och val av mötesfunktionärer. En ordningsfråga kan också ta sig formen av en metadiskussion.